# 渋峠ホテル
渋峠ホテル（しぶとうげホテル）は、長野県下高井郡山ノ内町と群馬県吾妻郡中之条町の境にある渋峠に位置するホテルである。

## 解説
1951年（昭和26年）にツアースキーヤーの遭難対策として、群馬県が「渋峠ヒュッテ」として設置した。熊本・大分県境の杖立温泉「ひぜんや」などとともに、都道府県境上に建っているする珍しい宿泊施設で、建物前面のスペースには県境を示す印が設けられ、建物自体も群馬県側と長野県側で外観が異なっている。建物は3分の2が長野県、3分の1が群馬県に属し、登記上は長野県になっている。そのため、当ホテルの市外局番は長野県側の「0269」（中野MA）となっている。固定資産税は山ノ内町と中之条町の双方に納め、遭難が発生した場合は長野県警察・群馬県警察のどちらにも通報する。
敷地は、上信越高原国立公園の第二種特別地域に属する。敷地北側および東側は国道292号に面しているが、冬期は国道が通行止めになるため自動車ではアクセスできず、横手山・渋峠スキー場の索道経由となる。無雪期は渋峠を往来するドライバーの、有雪期はスキーヤーの利用が多くなる。

## 施設・サービス
- 鉄筋コンクリート造、切妻屋根、地上3階建て、客室数16室
  - 1階：フロント、ロビー、大食堂（喫茶店含む）、売店（春季 - 秋季）
  - 2階：客室（10畳5室、8畳6室、大広間56畳）
  - 3階：客室（10畳5室）
- レンタルスキー/レンタルボードあり。無線LANあり。
- 日本国道最高地点到達証明書を1枚100円（税込）で発行している[2]。

## 沿革
- 1951年（昭和26年）：渋峠ヒュッテ開業。
- 1965年（昭和40年）：新館開業（増築[1]）。
- 1966年（昭和41年）：渋峠ホテルに改称。